# Schloss Dornhofen

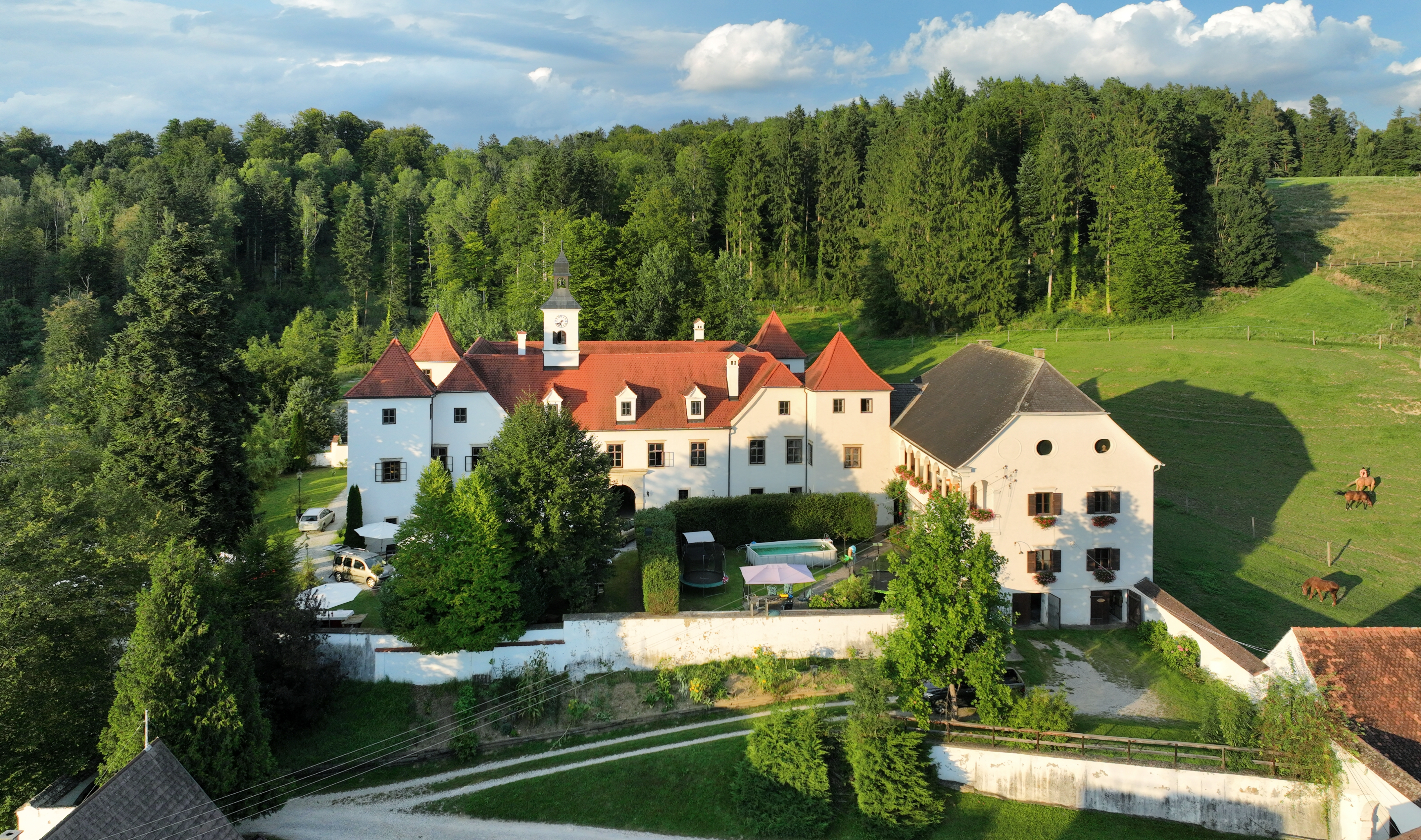
Schloss Dornhofen

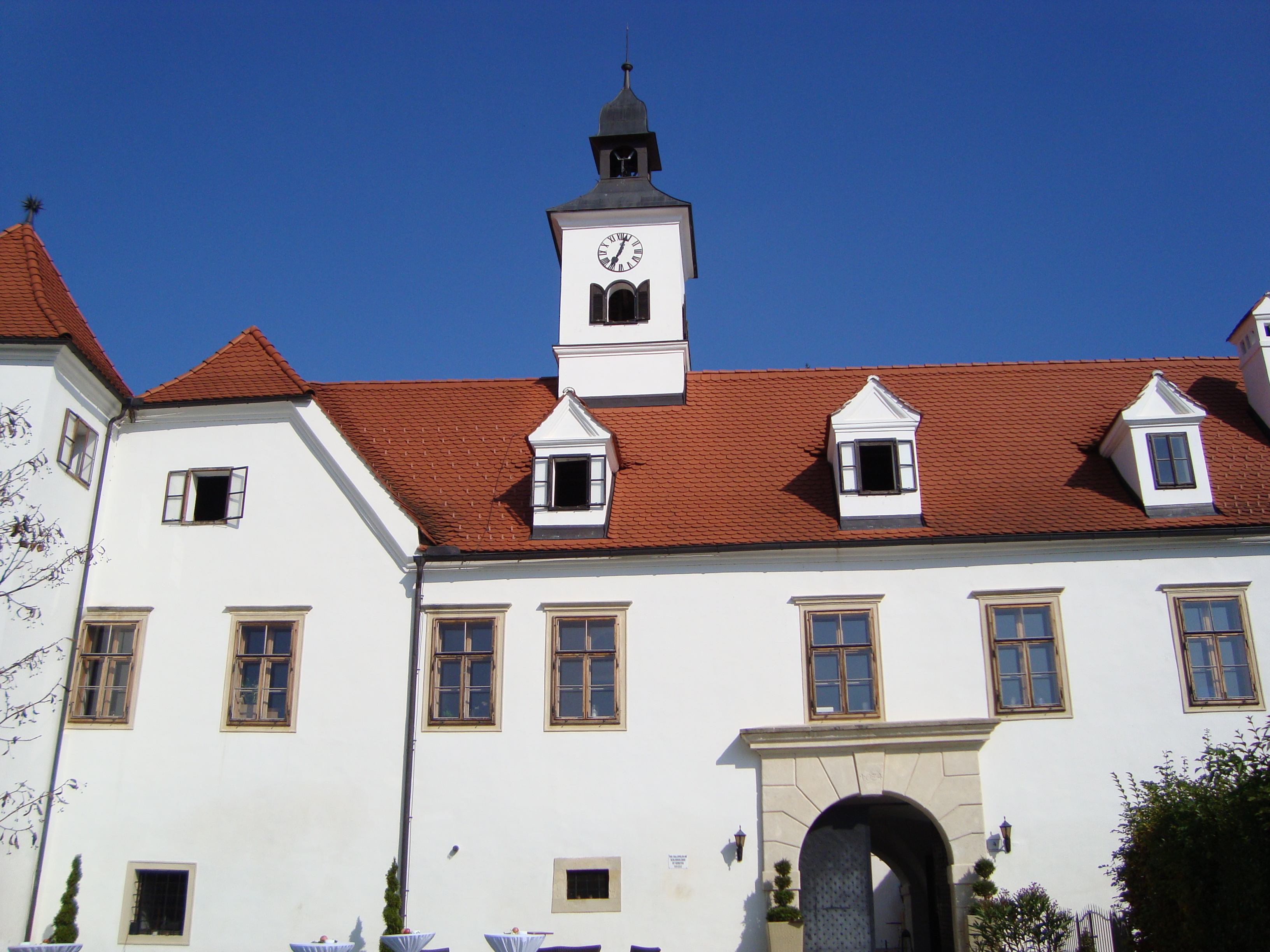
Die Westfront des Schlosses mit dem kleinen quadratischen Turm

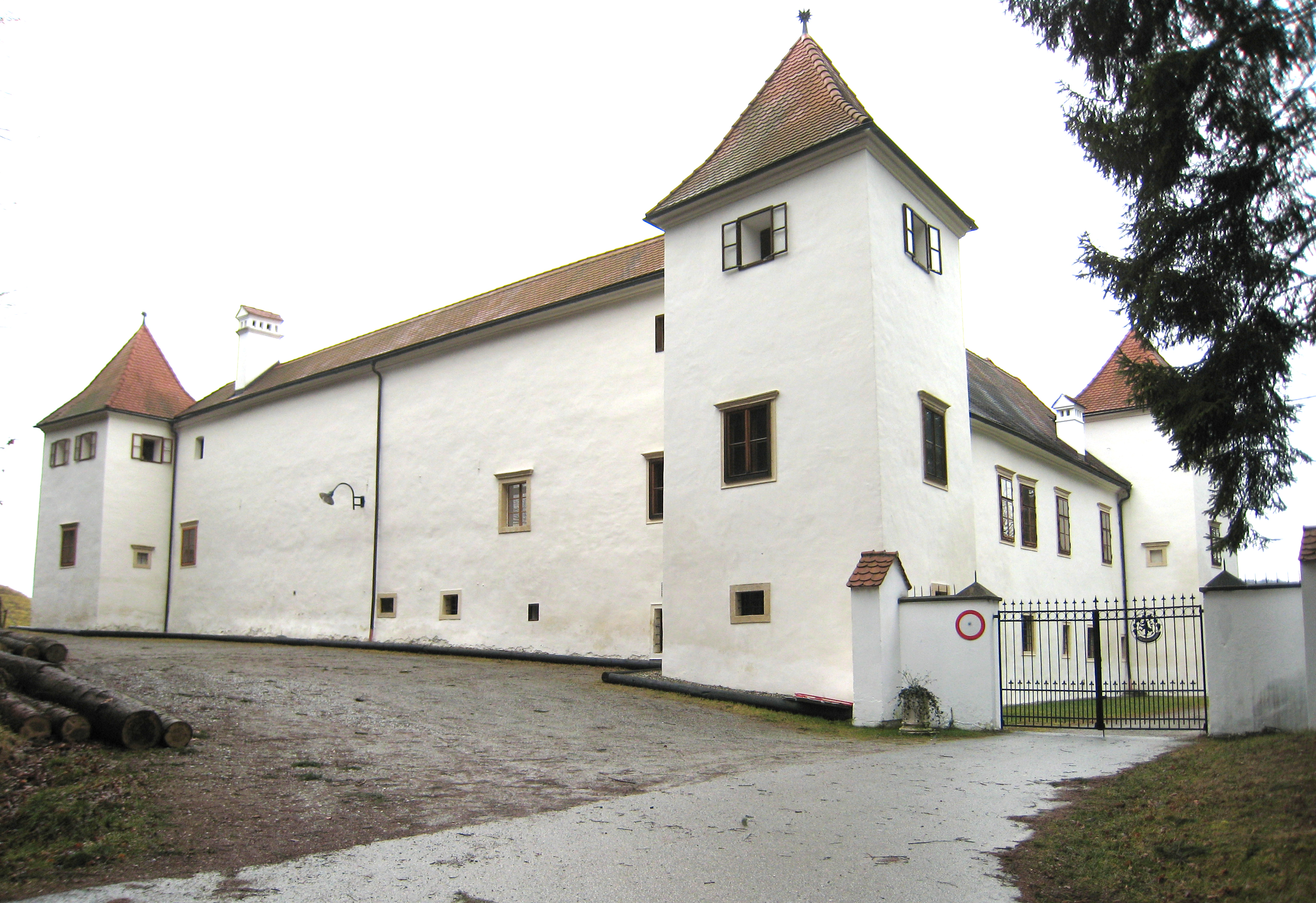
Schloss Dornhofen von Westen mit den vortretenden Ecktürmen

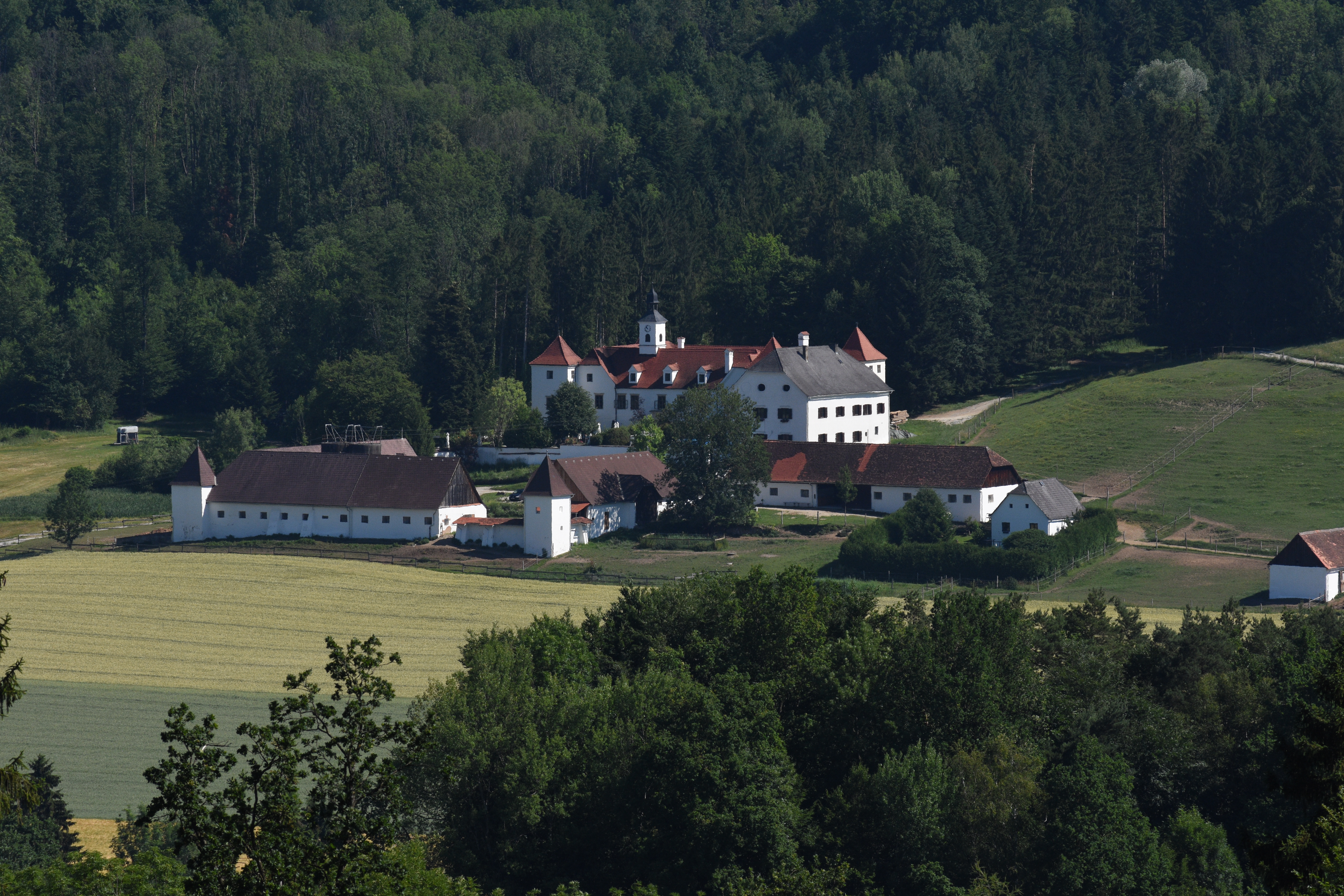
Gesamtansicht mit Meierhof

Das Schloss Dornhofen befindet sich in der Ortschaft Hart bei Eggersdorf der Marktgemeinde Eggersdorf bei Graz, im Bezirk Graz-Umgebung in der Steiermark. Die Ursprünge des Schlosses gehen bis auf das 17. Jahrhundert zurück. Es befindet sich heute in Privatbesitz und beherbergt ein Restaurant und dient als Räumlichkeit für Kulturveranstaltungen. Es steht mit dem dazugehörigen Meierhof unter Denkmalschutz.

## Standort
Das Schloss befindet sich am linken Ufer des Rabnitzbaches, auf einer Hangstufe, welche zu der zwischen den Rabnitzbach und der Raab befindlichen Hügelkette gehört. Es hat die Adresse Schlossweg 4.

## Geschichte
Am Standort des heutigen Schlosses befanden sich bis in das 17. Jahrhundert hinein zwei Bauernhöfe, der Dorner- und der Pluemberghof, welche um 1580 von Maria von Wilfersdorf an Otto von Radmannsdorf verkauft worden sind. Dieser ließ die Bauernhöfe schleifen und begann mit dem Bau eines Schlosses, welches jedoch aufgrund der hohen Schulden seines Besitzers im Jahr 1601 bereits als Rohbau verpfändet wurde. Gottfried von Falbenhaupt erstand das unfertige Gebäude und ließ den Bau bis 1624 fertigstellen. Von Falbenhaupt ging das Schloss im Jahr 1656 an Maria Rosina Freiin von Eibiswald, welche von ihrer Tochter Maria Eusebia Gräfin Galler beerbt wurde. Zu jener Zeit gehörten zum Gut auch Untertanen in der Pfarre Straden. Im Jahr 1720 ging das Schloss als Erbe an Maria Eleonore Gräfin Steinpeiß und im Jahr 1733 an deren Sohn Ferdinand Josef Graf Prankh, welcher das Anwesen 1746 an den Wiener Erzbischof Sigismund von Kollonitz verkaufte. Der Kardinal vermachte das Schloss seinem adoptierten Neffen Ladislaus Freiherren Zay von Csömör und das Anwesen blieb noch bis in das Jahr 1870 im Besitz der Familie Kollonitz von Kollograd.
Nach 1870 kam es zu häufigen Wechseln der Besitzer. In der Zeit nach 1920 diente das Schloss zwischenzeitlich sowohl als Kinder- als auch als Fremdenheim. Nach dem Zweiten Weltkrieg stand das Anwesen länger leer und wurde dem Verfall preisgegeben, da die Bauern, in deren Besitz sich das Schloss zu jener Zeit befand, eher Interesse an der angeschlossenen Landwirtschaft als am Schlossgebäude hatten. Für das Jahr 1955 ist Konrad Ceh als Besitzer belegt. Im Jahr 1972 erwarb die Familie Strahl das Anwesen und begann mit umfangreichen Restaurierungsarbeiten. Heute beherbergt das Schloss ein Restaurant und dient vor allem im Sommer als Räumlichkeit für Kulturveranstaltungen.

## Schloss
Das heutige Schlossgebäude stammt aus dem 17. Jahrhundert und es handelt sich dabei um ein zweigeschoßiges und dreiflügeliges Renaissancebauwerk mit annähernd quadratischen Innenhof und vier vortretenden Ecktürmen. Die viereckigen Ecktürme sowie die im Westen der Anlage noch vorhandenen Reste kleiner Basteien deuten auf eine Wehrhaftigkeit hin, welche aber bereits zur Bauzeit des Schlosses nicht mehr gegeben war. Die früher vorhandene Wehrmauer ist nicht mehr vorhanden und ist nur mehr auf einem Stich von Georg Matthäus Vischer aus dem Jahr 1681 zu erkennen. Der Innenhof wird hufeisenförmig an drei Seiten von den Trakten des Schlosses umgeben und wird im Osten durch eine Mauer begrenzt. Der Innenhof ist mit zweigeschoßigen Säulenarkaden umgeben, welche aus jüngerer Zeit stammen und die ursprünglichen Holzgalerien ersetzen. Das Portal an der westlichen Front des Schlosses zeigt die Jahreszahl 1624, welche auf die Fertigstellung des Baues hinweist. Über diesem Portal befindet sich ein kleiner quadratischer Glockenturm mit Uhr und Zwiebelhaube.
Die barocke Schlosskapelle befindet sich im südöstlichen Gebäudeflügel. In ihr findet man ein aus dem Ende des 17. Jahrhunderts stammendes Altarbild, welches die Beweinung Christi zeigt.
Um das Schloss erstreckt sich eine Parkanlage und es sind noch zwei Fischteiche erhalten geblieben. Die Zufahrt erfolgt durch den Meierhof, welcher sich etwas unterhalb des eigentlichen Schlosses befindet. Dieser Meierhof ist mit zwei viereckigen Ecktürmen bewehrt.